# بردزرد (سوسن غربی)
بردزرد یک روستا در ایران است که در دهستان سوسن غربی واقع شده‌است.
 بردزرد ۱۳۰ نفر جمعیت دارد.